# Джон Кеннеді (веслувальник)
Джон Кеннеді (англ. John Kennedy, 19 травня 1900 — вересень 1971) — американський академічний веслувальник.
Бронзовий призер Олімпійських Ігор 1924 року в складі розпашної четвірки зі стерновим.